# Boljanovići (Republika Serbska)
Boljanovići (cyr. Бољановићи) – wieś w Bośni i Hercegowinie, w Republice Serbskiej, w gminie Kalinovik. W 2013 roku liczyła 8 mieszkańców.